# Collections des peintures espagnoles du musée des Beaux-Arts de Lyon

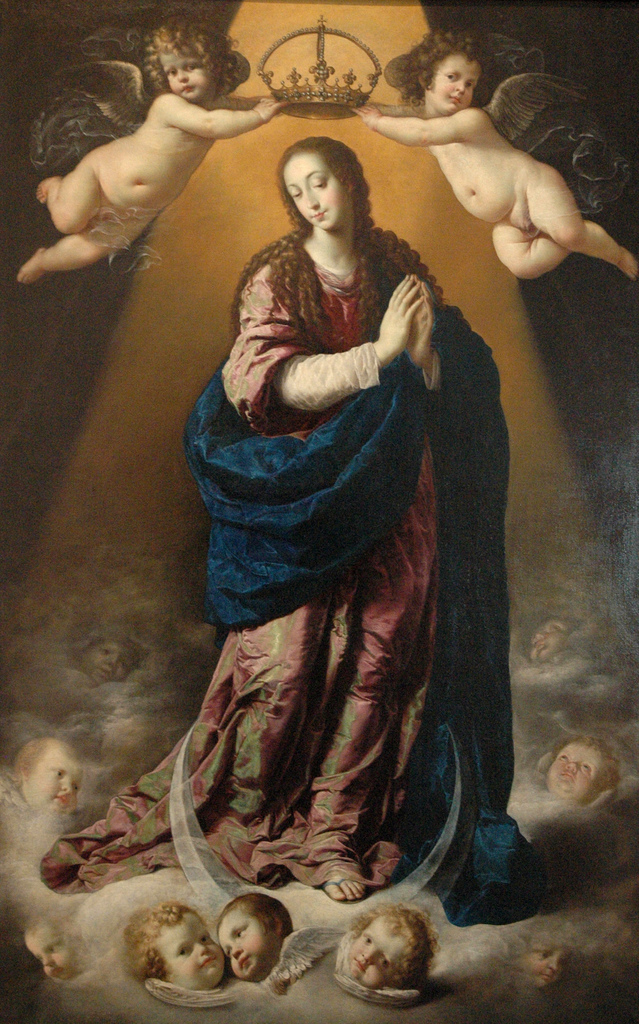
Antonio de Pereda, Immaculée conception, 1634.

Les collections des peintures espagnoles du musée des Beaux-Arts de Lyon  forment un ensemble très réduit avec quelques belles œuvres, sur une période allant du Moyen Âge au Siècle d'or espagnol, allant du XVIe au XVIIe siècle.

## Moyen Âge et Renaissance
Le XVe siècle est représenté avec le polyptyque de Miquel Alcanyís, peintre actif à Valence entre 1421 et 1442, une huile sur bois, Scènes de la vie de saint Michel. Acquis par le musée en 1917, les deux volets latéraux sont aujourd’hui conservés au musée. Ces tableaux fonctionnent en dichotomie, ils peuvent se lire indépendamment l’un de l’autre mais peuvent aussi se compléter, l’usage d’un second titre nous confirme cette tendance. En effet il est aussi nommé Scènes de la légende de saint Michel. Ce peintre fut le plus actif représentant du gothique international en Espagne. C’est un mouvement européen de la fin du XIVe, qui porte une attention particulière sur l’élégance et les couleurs brillantes ainsi que les descriptions minutieuses dans une volonté réaliste. Pendant longtemps on ne s’est pas accordé sur la paternité de cette œuvre, que l’on a pu attribuée aux « primitifs italiens » faute de connaissance sur les « primitifs espagnoles ». Ce n’est qu’en 1952 que l’on s’est arrêté sur Miguel Alcañiz après la découverte d’une note du commanditaire.
On peut aussi admirer deux tableaux du maitre espagnol de Santa Clara de Palencia (es), arrivés au Musée en 1862. Ce sont deux huiles sur bois, de la fin du XVe siècle, qui proviennent du couvent Santa Clara de Palencia : La mort de la vierge et Le couronnement de la vierge (1500-1507 ?). Ici encore l’attribution a été difficile. Tantôt les spécialistes se sont accordés sur la provenance flamande de l’œuvre, puis française, pour finalement l’accorder à un artiste originaire de la région de la Rioja. Les doutes entre les spécialistes ont pu se vérifier. En effet cet artiste appartenait à l’école Hispano-Flamande de Castille, souvent actif sur les terres de Palencia et Burgos.

### Œuvres notables

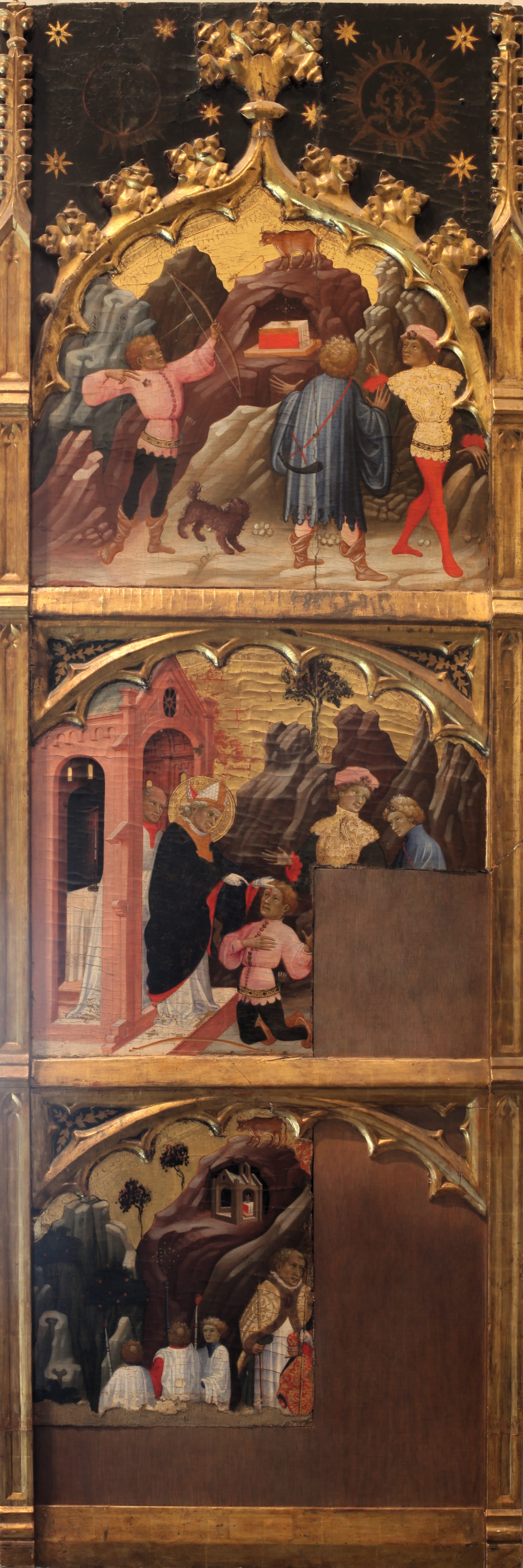
Miquel Alcanyís, Scènes de la vie de saint Michel, vers 1421.

- Miquel Alcanyís, Scènes de la légende de saint Michel (deux panneaux), vers 1421. Bois, 219 × 73 cm. (don de Francisque Aynard en 1917, Inv. B-1174a et B-1174b)[bibl 1].
Ces panneaux sont sans doute des latéraux du polyptyque commandé Mosén Bartolomé Terol[note 2] pour la chapelle de l'église de Jérica en 1421. Il a été acquis en 1895 par Édouard Aynard en Espagne ; puis passe dans la collection de son fils Francisque Aynard. Ce dernier le donne au musée en 1917 sous l'attribution de l'école d'Avignon[6].
Miquel Alcanyís, Scènes de la vie de saint Michel, vers 1421[note 3].

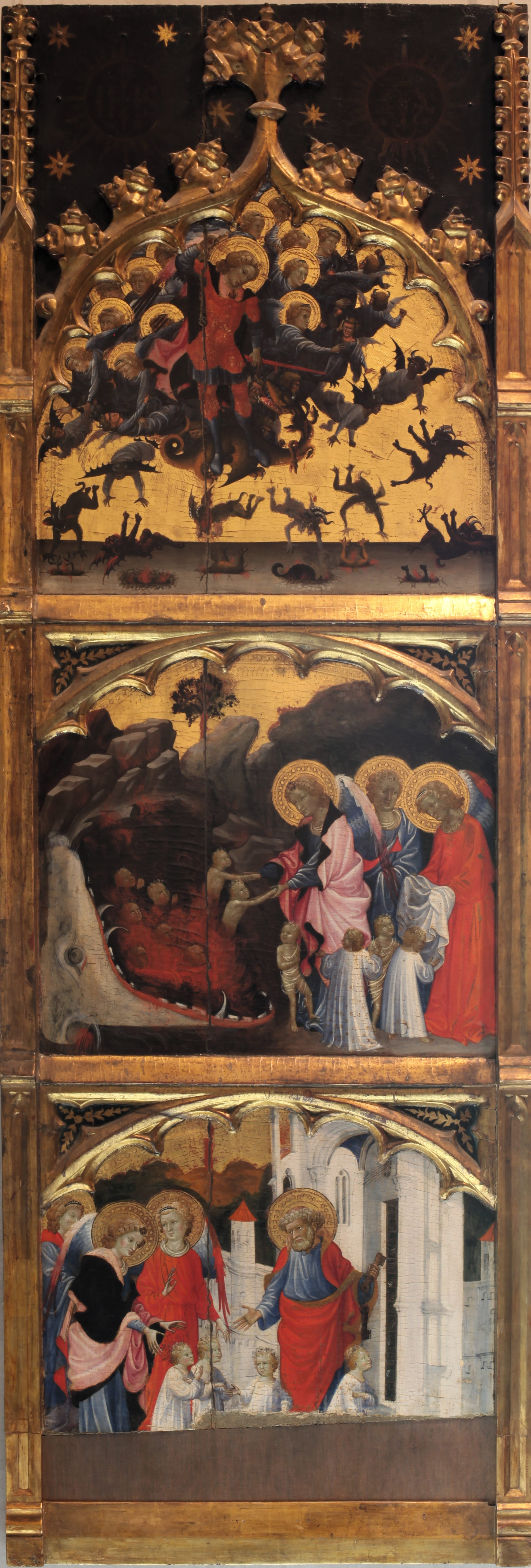
Miquel Alcanyís, Scènes de la vie de saint Michel, vers 1421.

L'attribution de ces panneaux a longtemps été délicate. Ils sont entrés dans les collections du musée en étant considérés comme italiens[7]. le catalogue de René Jullian de 1960 Collections publiques de France, Memoranda, le musée de Lyon, peintures les désignant sous l'école de Valence, et plusieurs chercheurs se demandant s'ils ne sont pas l'œuvre de Gherardo Starnina. Ceci jusqu'à la découverte d'un document relatant la commande du prêtre Terol de l'église de Jérica d'un retable sur la vie de saint Michel à Miguel Alcaniz. Grâce à ce document, on sait que les panneaux entouraient une représentation centrale en grand du saint (aujourd'hui perdue), et d'une pièce surplombant le tout montrant la crucifixion. Cette dernière œuvre a fait partie de la collection P. Jackson Higgs à New York (huile sur bois, 106 × 86 cm)[6].
Des parties inférieures des deux panneaux ont été coupées à une date inconnue. En 1989, ils ont été examinés par le L. R. M. F. ; ils ont été restaurés et remis au format original en 1991[6].
En 1963, ils ont été exposés à Paris au musée des Arts décoratifs lors de l'exposition Trésors de la peinture espagnole, églises et musées de France[note 4],[6].
« Un raffinement, conjugué à une grande vivacité d'expression, définit la manière de l'artiste, bien perceptible dans les panneaux de Lyon. Les personnages envahissent entièrement les compositions, laissant peu de place aux fonds de paysages. Les rochers déploient leurs lignes imaginaires dans le schématisme rigoureux des failles et des plis du terrain. Les architectures, splendides reflets des édifices de l'époque, maîtrisent bien leurs perspectives. Quant aux figures, elles sont remarquables de poésie : étonnement, bonté ou concentration se lisent sur des visages individualisés. L'imagination est le maître mot, avec des trouvailles telles que la grappe d'anges rejetant les diablotins, ou les âmes tendrement accueillies et vêtues dès leur sortie des fièvres de l'enfer... »[8].

Scènes de la légende de saint Michel (détail - les morts retirés des enfers).
Scènes de la légende de saint Michel (détail - Saint Michel retire la flèche).

- Maître de Santa Clara de Palencia, Le Couronnement de la Vierge et La mort de la Vierge, fin du XVe siècle. Bois, 140 × 77 cm. (Acquis de M. Botton en 1862, Inv. A-2938 et A-2939)[bibl 2].
Les deux panneaux sont deux volets d'un grand polyptyque démembré qui se trouvait au couvent de Santa Clara (es) de Palencia. Deux autres panneaux de l'ensemble sont connus et conservés au Musée archéologique national de Madrid, La Vierge de la Miséricorde et La Messe de saint Grégoire[9]. Les deux panneaux lyonnais sont arrivés au musée en 1862 sous l'attribution à Jan van Scorel. Ils ont été nettoyés en 1992.[10].
Ils ont été exposés à trois reprises. En 1904, ils participent à l'exposition de Paris au Palais du Louvre Exposition des primitifs français de 1904 sous l'attribution de l'école de Bourgogne et datés vers 1480. En 1950, ils sont présentés à l'exposition La Vierge dans l'art français au Petit palais à Paris sous l'attribution de l'école du Rhône et datés au troisième quart du XVe siècle. Enfin, le musée les prête pour l'exposition à Dijon Le grand siècle des ducs de Bourgogne en 1951[10].
Leur attribution a beaucoup fluctuée, passant d'une origine espagnole à une flamande tant le style présente des influences des deux aires artistiques. Leur auteur est encore anonyme et a été appelé par commodité du lieu d'origine du polyptyque. Au fil du temps, le nom de Juan de Nalda a été avancé, sans preuve, mais avec une grande vraisemblance. Le contrat rédigé pour la commande n'a pas été retrouvé, mais il est peut-être princier car il semble que les figures de Ferdinand II d'Aragon et d'Isabelle la Catholique soient présent dans le panneau de La Vierge de Miséricorde[9].

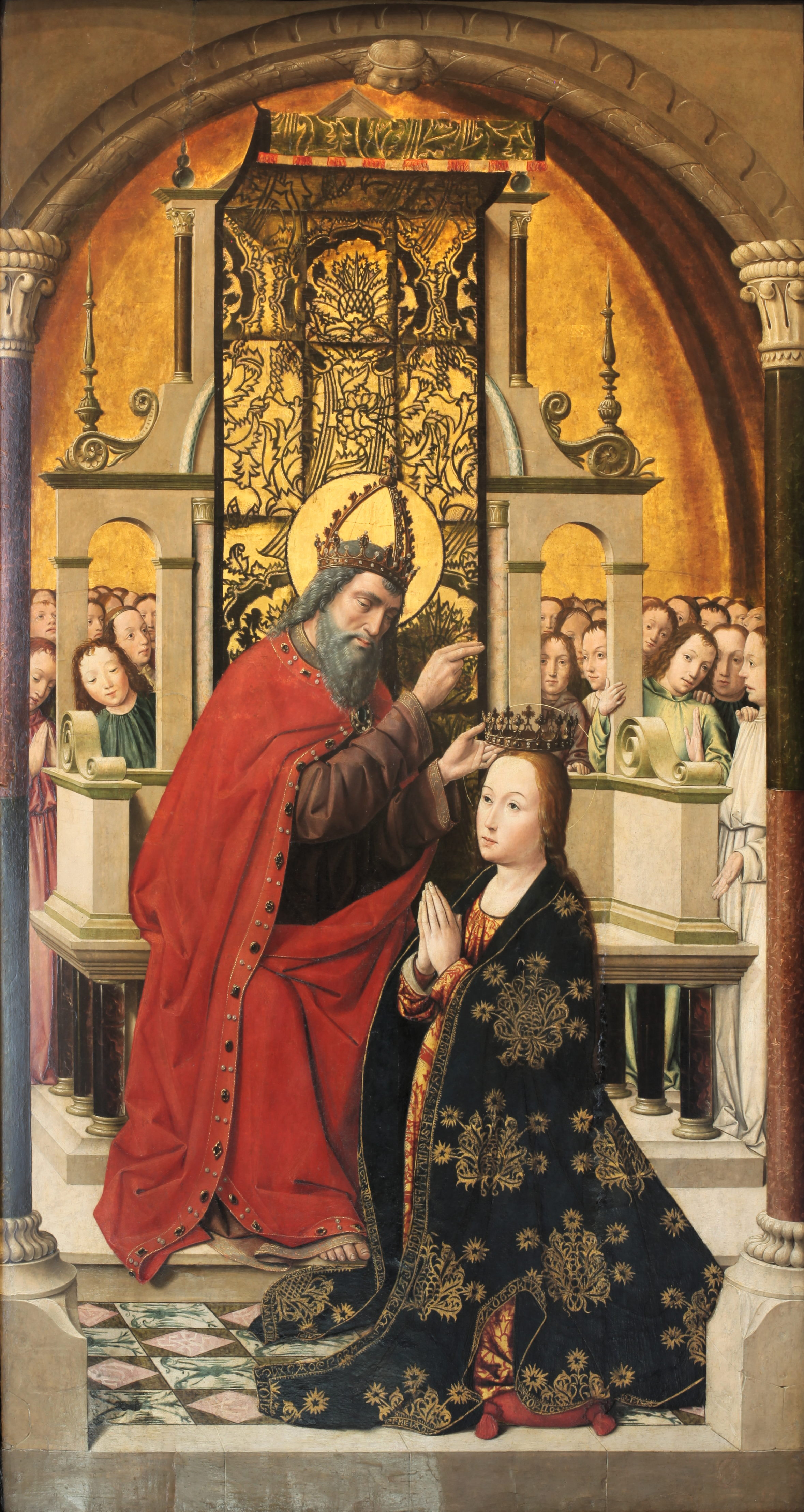
Maître de Santa Clara de Palencia, Le Couronnement de la Vierge.
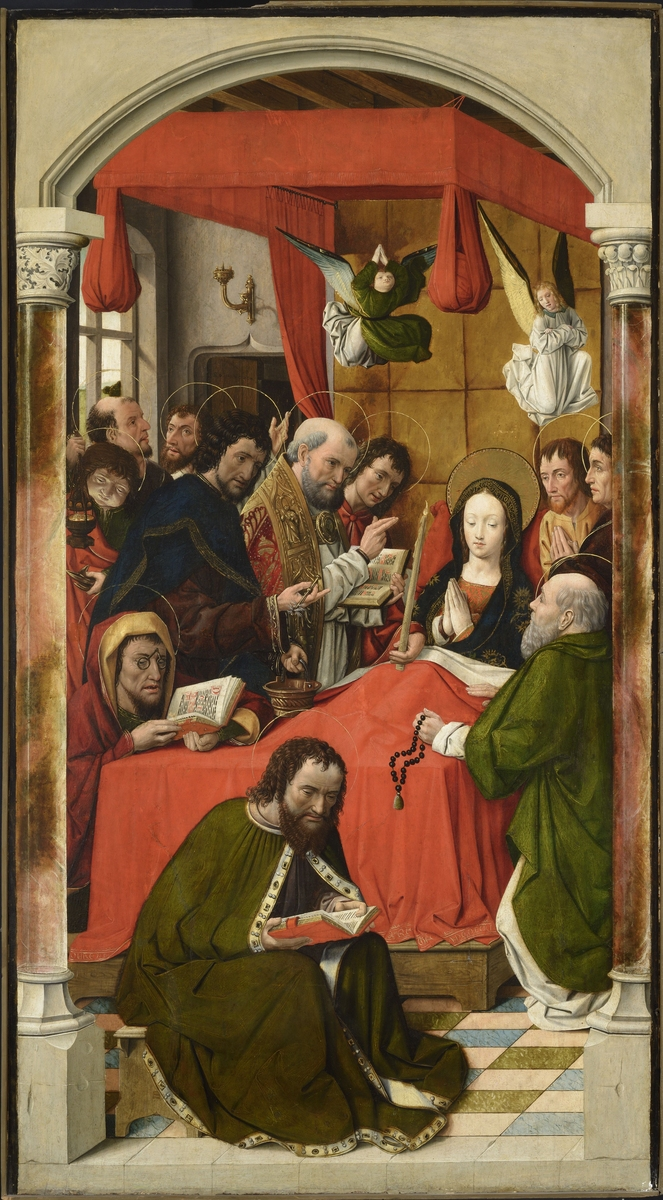
Maître de Santa Clara de Palencia, La Mort de la Vierge.
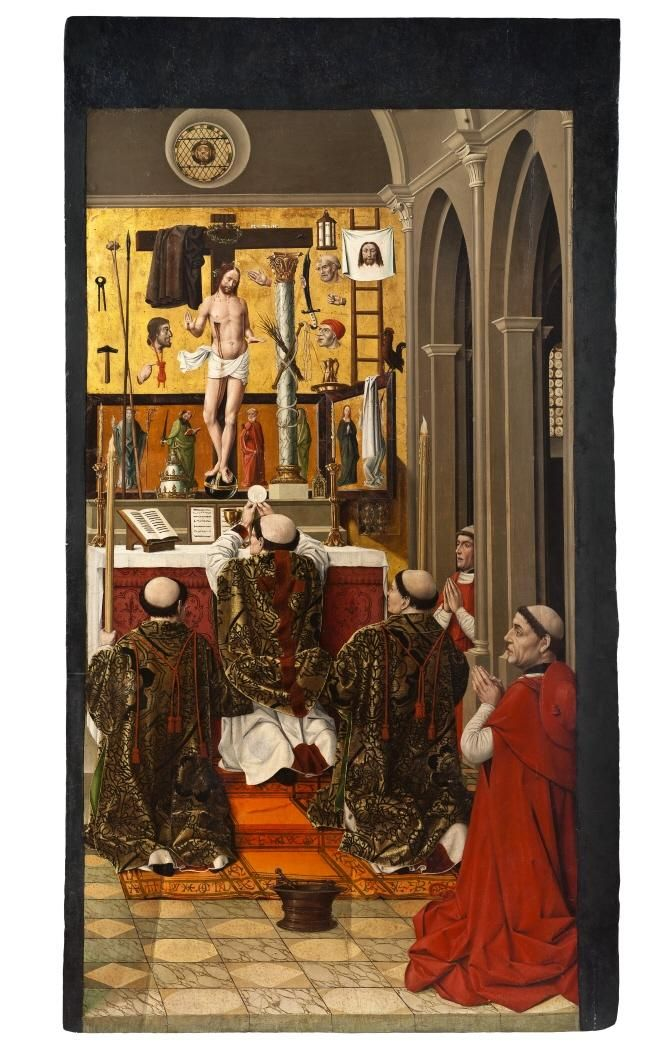
Maître de Santa Clara de Palencia, Messe de Saint Grégoire, Musée archéologique national de Madrid.

La Mort de la Vierge (détail - confesseur).
La Mort de la Vierge (détail - le visage de la Vierge).
La Mort de la Vierge (détail - liseur aux lunettes).
La Mort de la Vierge (détail - Saint André soufflant sur les braises de l'encensoir).

### Liste des autres œuvres
- Anonyme, Saint André, XIIIe siècle. Bois, 85 × 32,5 cm. (Don de Jean Tricou en 1956, Inv. 1957-22).
- Anonyme, Un évêque de Maurienne, XIIIe siècle. Bois, 102 × 32,5 cm. (Don de Jean Tricou en 1956, Inv. 1957-23).
- Anonyme, Saint Jean-Baptiste, XIIIe siècle. Bois, 102 × 32,5 cm. (Don de Jean Tricou en 1956, Inv. 1957-24).
- Anonyme, Crucifiction, vers 1440-1450. Bois, 146 × 174 cm. (Don de Renaud Icard en 1971, Inv.1971-48).

## Époque moderne

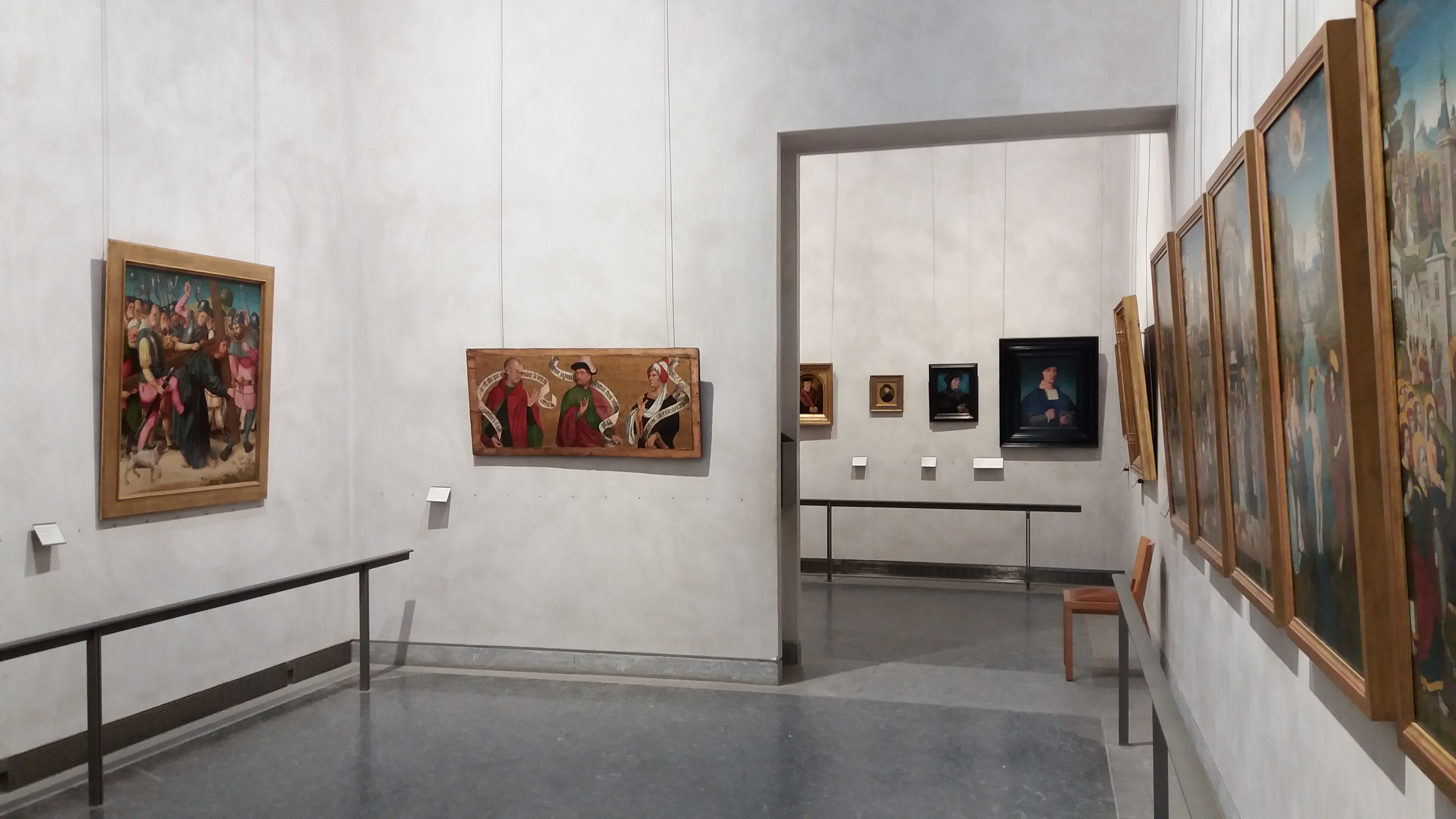
Salle 1 des peintures espagnoles du musée.

Peu de musées français disposent d'une collection regroupant des exemples de la peinture espagnole depuis le Moyen Âge jusqu'au XVIIIe siècle avec pour chaque période des œuvres majeures.
Les œuvres notables sont notamment du XVIIe siècle, siècle d’or espagnol, avec des tableaux d'Antonio de Pereda, L’immaculée Conception (vers 1634) envoyés au musée par l’État en 1811. Chose remarquable qui plus est, il s’agit très certainement de la première Immaculée Conception de l’artiste qui en fera une dizaine au total. Cette œuvre de jeunesse est précieuse, car on y voit toute la technique et le talent de l’artiste, cette reconnaissance aboutira sur l’entrée de l’artiste à la cour du Roi Philippe IV. Le musée détient également une œuvre du Greco, qui représente le début du XVIIe avec une œuvre maniériste, l’Espolio (vers 1578) léguée par le peintre Alfred de Poisat au musée en 1884. Cette collection est complétée par une œuvre de Francisco de Zurbarán, Saint François d'Assise (vers 1645), arrivée dans les collections en 1807 en provenance du couvent Sainte-Élisabeth de Lyon. Francisco de Zurbaràn est contemporain et ami de Velàzquez. Il se distingue dans la peinture religieuse, son art révélant une grande force visuelle et un profond mysticisme. Le XVIIe se clôt sur La conversion de Saint-Paul (vers 1660) par Juan de Valdés Leal, acquis récemment en 1987,.
Le XVIIIe siècle nous livre quelques très belles œuvres, avec notamment celles de Jusepe de Ribera, présent avec quatre œuvres dont la plus remarquable est Le repentir de Saint-Pierre acquise en 1873. C’est une œuvre qui s’insère dans l’idéal de la Contre-Réforme avec un sujet, la pénitence, qui est devenue un véritable Leitmotiv à la fin du XVIe. Une seconde œuvre de l’artiste Pereda, Le martyre de Saint-Barthélemy (1626-1632), nous montre l’influence du Caravage sur sa peinture. En effet cette première époque est dite « Caravagesque » et se caractérise par un profond dramatisme dû à l’utilisation des couleurs sombres et des forts contrastes lumineux.

### Œuvres notables
- Francisco de Zurbarán, Saint François debout, momifié, date inconnue. Toile, 205 × 112 cm. (Acquis du peintre Jean-François de Boissieu en 1807, Inv. A-115)[bibl 3].

Cette toile a été conservée au couvent Sainte-Elisabeth de Lyon jusqu'en 1789. Vendu à la Révolution, il est acquis par le peintre Jean-Jacques de Boissieu qui le vend au musée lyonnais en 1807 comme un Ribera[19]. Cette toile est la seule connue en France de Zurbaran avant la Révolution. Une hypothèse suppose qu'elle provienne du couvent franciscain des Descalzas Reales de Madrid, protégé par Marie-Anne d'Autriche reine d'Espagne, qui l'aurait donné à sa cousine Marie-Thérèse d'Autriche, reine de France[20],[21].
Le sujet a été peu représenté, et est apparu en Espagne au début du XVIIe siècle. Il tire son origine de la légende du pape Nicolas V qui visite en 1449 la crypte où est enterré Saint-François d'Assise et qui l'aurait trouvé debout, intact, momifié et en extase.
La toile a une puissance évocatrice forte. Le sujet apparait en pleine lumière sur un fond sombre et selon Lavergne-Durey, « il exhale littéralement une ferveur mystique. La toile joue exclusivement sur les effets de valeurs et entremêle les tonalités de gris et de bruns. Cette sobriété ne fait qu'accroître la force expressive »[21].
- Antonio de Pereda, L'Immaculée conception, vers 1634. Toile, 225 × 146 cm. (Envoi de l'État en 1811, Inv. A-116)[bibl 4].
Cette toile a probablement été la possession du cardinal Pietro Paolo Crescenzi au XVIIe siècle, à Rome. Le tableau est certainement exécuté à Madrid vers 1634 et envoyé à Rome pour le cardinal Crescenzi. En effet, le frère du cardinal, le peintre et architecte Giovanni Battista Crescenzi est alors le principal mécène de Pereda. Elle est saisie par l'armée française dans la galerie de Turin en 1799 et ramenée à Paris immédiatement. Elle est exposée au museum central des arts à partir de 1800 sous l'attribution à Guido Reni. Elle est enfin envoyée en 1811 par l'État au musée de Lyon sous l'attribution à Panfilo Nuvolone[22].
Le tableau est transposé sur toile et restauré en 1947. Il est restauré en 1990[22].
Antonio de Pereda a repris ce thème par deux fois. Il a reproduit les mêmes types d'angelots dans un premier conservé au musée Casa de Colon, signé et daté de 1636 (179 × 128 cm). Son second est moins fidèle et détenu par le musée Filipenses à Alcalá de Henares, signé et daté de 1637 (205 × 140 cm)[22].
« Cette œuvre précoce illustre le goût du peintre pour la somptuosité et l'élégance... La lumière, chaude et douce, enveloppant la Vierge et caressant la multitude des têtes d'angelots s'allie aux couleurs brillantes et précieuses et reflète l'influence de la peinture vénitienne. La touche fine et le dessin précis mettent en valeur la perfection technique avec laquelle l'artiste a traité la robe de la Vierge : méticulosité des plis menus de l'étoffe, nuances chromatiques rares et subtiles. L'attention toute particulière issue de la tradition flamande que Pereda portait aux matériaux, tissus et bijoux, fruits ou fleurs, est ici bien perceptible »[23].

Époque moderne
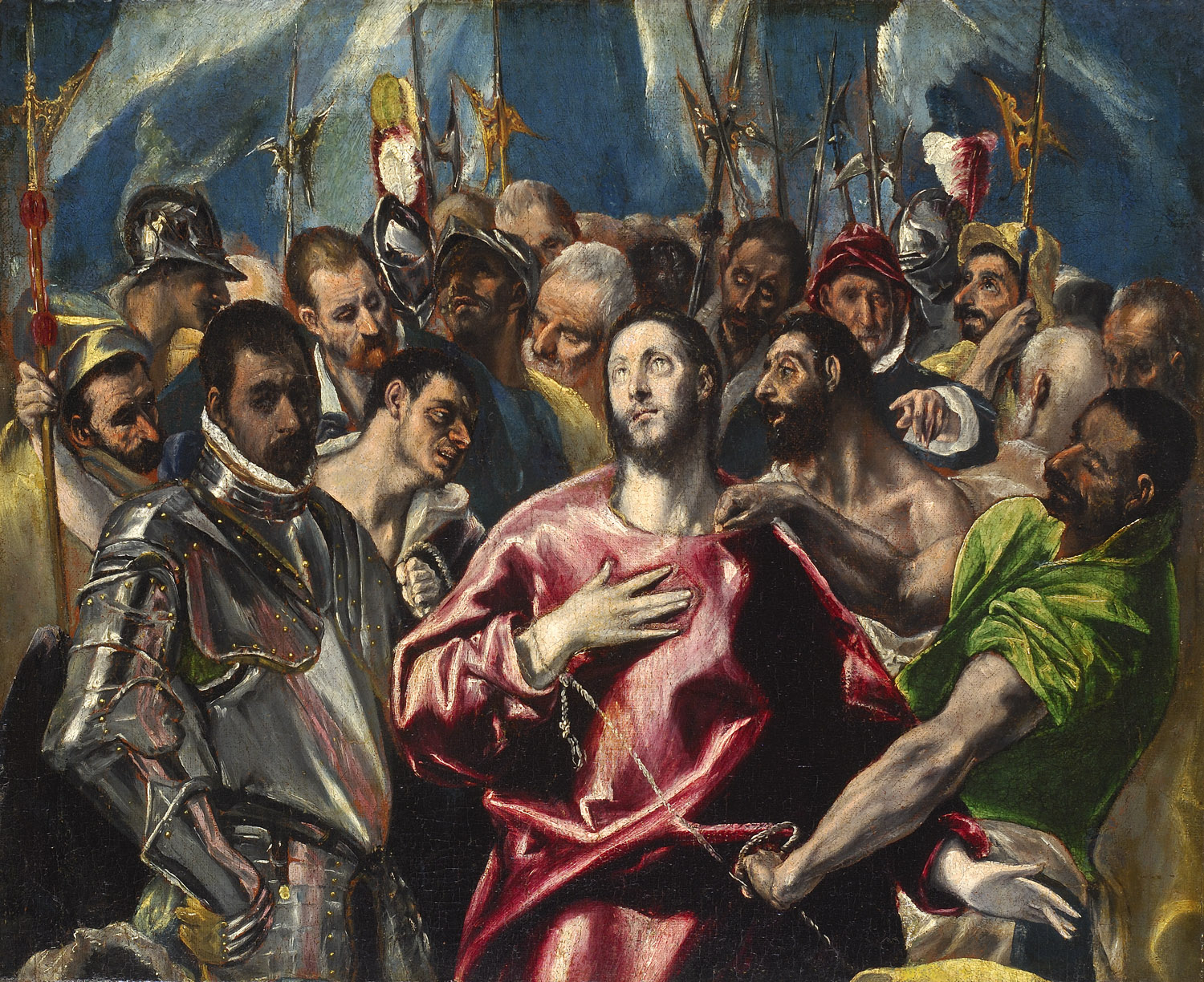
El Greco, Le Partage de la tunique du Christ (entre 1581 et 1586).
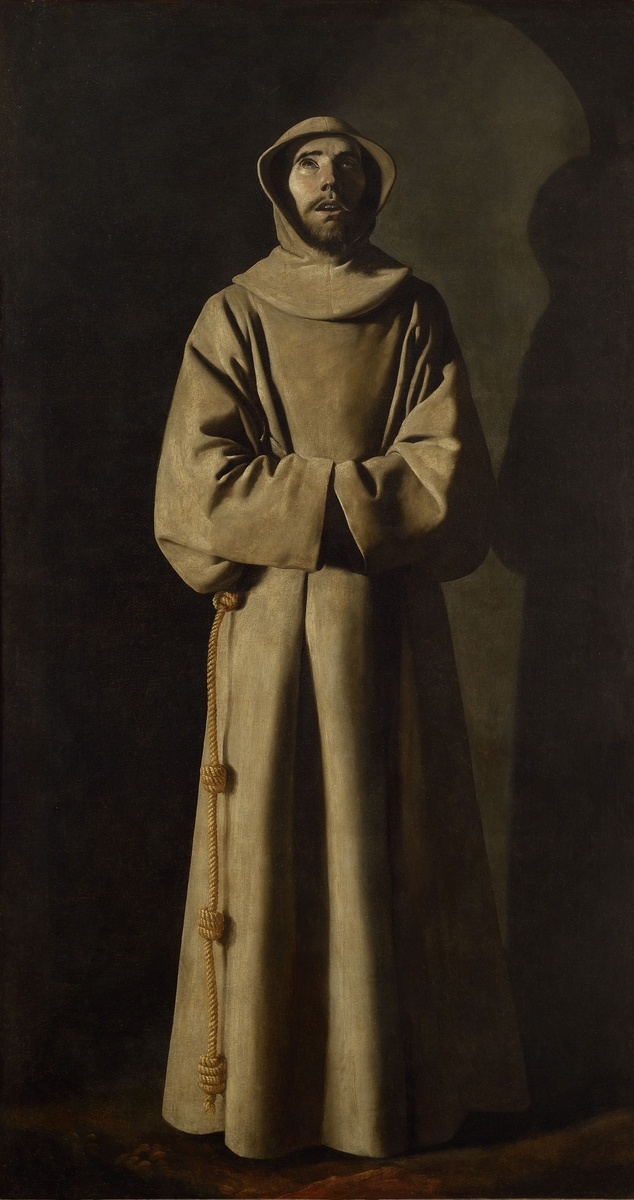
Francisco de Zurbarán, Saint François debout, momifié (vers 1645).
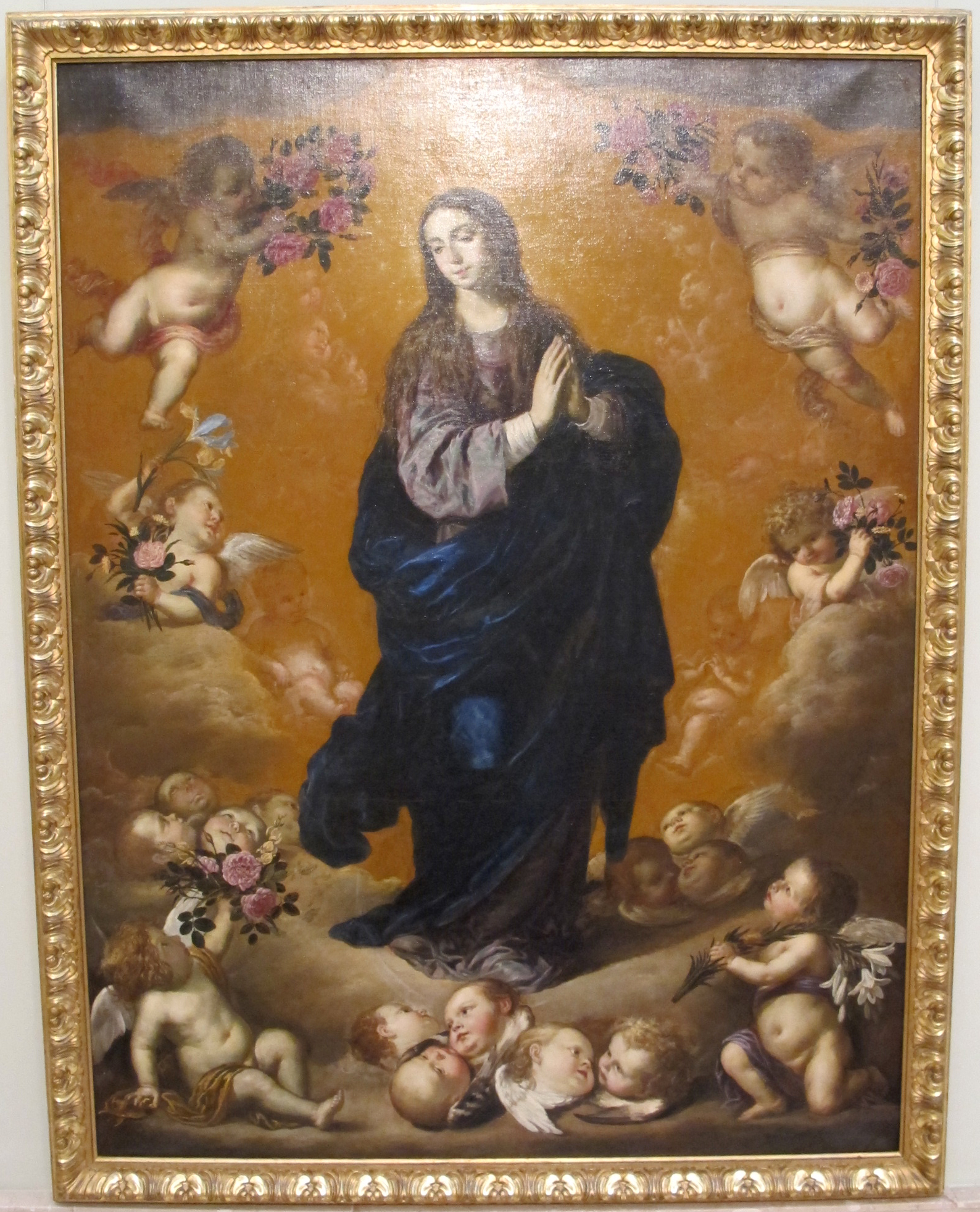
Antonio de Pereda, L'Immaculée conception, vers 1634

### Liste des autres œuvres
- Le Greco (attribué à), Le Partage de la tunique du Christ, date inconnue. Toile, 58 × 47 cm. (Legs d'Alfred Bellet du Poisat en 1884, Inv. B-341).
- Jusepe de Ribera (attribué à), Le repentir de Saint-Pierre, date inconnue. Toile, 117 × 92 cm. (Dépôt du musée du Louvre en 1873, Inv. X-807b).
- Jusepe de Ribera (atelier de), Le martyre de Saint-Barthélémy, date inconnue. Toile 122 × 80 cm. (Legs de Sébastien des Guidi en 1863, Inv. H-1919).
- Jusepe de Ribera (genre de), Homme tenant un navet, date inconnue. Toile 65,8 × 46,5 cm. (Don de Jacques Bernard en 1875, Inv. H-655).
- Jusepe de Ribera (genre de), Vieille femme tenant un verre de vin, date inconnue. Toile 64,2 × 48,2 cm. (Don de Jacques Bernard en 1875, Inv. H-656).
- Anonyme, Le mariage de la vierge, Première moitié du XVIIe siècle. Toile, 188 × 120 cm. (Affecté au musée par la mairie en 1987, Inv.H-2133)
- Anonyme, La visitation, Première moitié du XVIIe siècle. Toile, 187 × 127 cm. (Affecté au musée par la mairie en 1987, Inv.H-2131)
- Bartolomé Esteban Murillo, La Vierge du rosaire, environ 1650. Toile. (Entré au musée avant 1861, Inv. H-1897).
- Juan de Valdes Leal, La conversion de Saint-Paul, environ 1660. Toile, 190 × 109 cm. (Affecté au musée en 1987 depuis l'hôtel de ville de Lyon, Inv. H-2126).

## Époque contemporaine
Enfin, on peut également suivre la peinture espagnole au XIXe siècle avec des œuvres comme La Présentation du nouveau-né, d'Eugenio Lucas Velázquez (vers 1854) entrée au musée en 1907, et Une Cour de toril (1866) du Madrilène Mariano Fortuny y Marsal, acquise en 1922.

### Liste
- Aureliano de Beruete, La sierra de Guadarrama, date inconnue. Toile, 55 × 80 cm. (don du fils de l'artiste en 1912, Inv. B-1015.)
Cette œuvre est non localisée depuis au moins 1953. Elle représente un site des environs de Madrid régulièrement peint par Aureliano de Beruete[25]. Elle a probablement figurée à l'exposition de Madrid de 1912 « Exposicion  Aureliano de Beruete» sous le no 569[25].
- Eugenio Lucas y Velasquez, La présentation du nouveau-né, vers 1854. Toile, 80,5 × 105,5 cm. (Acquisition lors de la vente après décès du 7 mai 1903 à Paris (no 17, pl.), Inv. B-656)
- Mariano Fortuny y Marsal, Une cour de toril, date inconnue. Toile, 27 × 84,5 cm. (Acquis de M. Simon à Paris en 1922, Inv. B-1285)[bibl 5].
Cette œuvre a été présentéelors de trois expositions : celle de Nimes de 1937 « Fêtes taurines », de Castres de 1974 au musée Goya « Mariano Fortuny et ses amis français » et de Barcelone de 1989 au centre Cultural de la fundacio Caixa de Pensions « Fortuny »[13].
Cette toile a été commencée à Madrid, puis terminée à Rome, ainsi que le sous-entend le « R » de la signature. Il existe une esquisse de la toile (33,5 × 75 cm) conservée dans une collection particulière[13].

## Faux
Deux œuvres manifestement fausses ont été léguées au musée en 1972 par Léon Fontaine. Elles copient le style aragonais du XVe siècle. Ce sont deux scènes de cour sur bois inventoriées sous les no 1972-96 et 1972-97.